# Ночной прибой
«Ночной прибой» (англ. «Night Surf») — рассказ в жанре хоррор американского писателя Стивена Кинга, написанный в 1969 году. В 1978 году рассказ вошёл в авторский сборник «Ночная смена». Рассказ экранизирован в 2002 году под одноименным названием «Ночной прибой», режиссёр Питер Салливан.

## Сюжет
По пляжу бродит компания молодых людей, которые сжигают попадающихся им людей. Однако, они это делают не из-за своей жестокости, а скорее — из гуманности. Скорее всего, они последние люди на Земле, но и им осталось уже немного — грипп, к которому человечество не успело вовремя найти вакцину, косит людей.

## Переводы на русский, другие названия
- А. Мясников — «Ночной прибой»
- Н. Рейн — «Ночной прибой»[3]

## Произведение вошло в
- Сборник «Ночная смена» (1978)
- Произведение «Модель для сборки»[3]

## Экранизация
В 2002 году рассказ экранизирован в под одноименным названием «Ночной прибой», режиссёр Питер Салливан, продолжительность 30 минут.